# 辜文兴
辜文兴（1945年5月—），男，汉族，重庆江津人，中华人民共和国政治人物，曾任重庆市政协副主席，中共重庆市委统战部部长。